# Domitia lupanaria
Domitia lupanaria là một loài bọ cánh cứng trong họ Cerambycidae.